# Thomas Felder

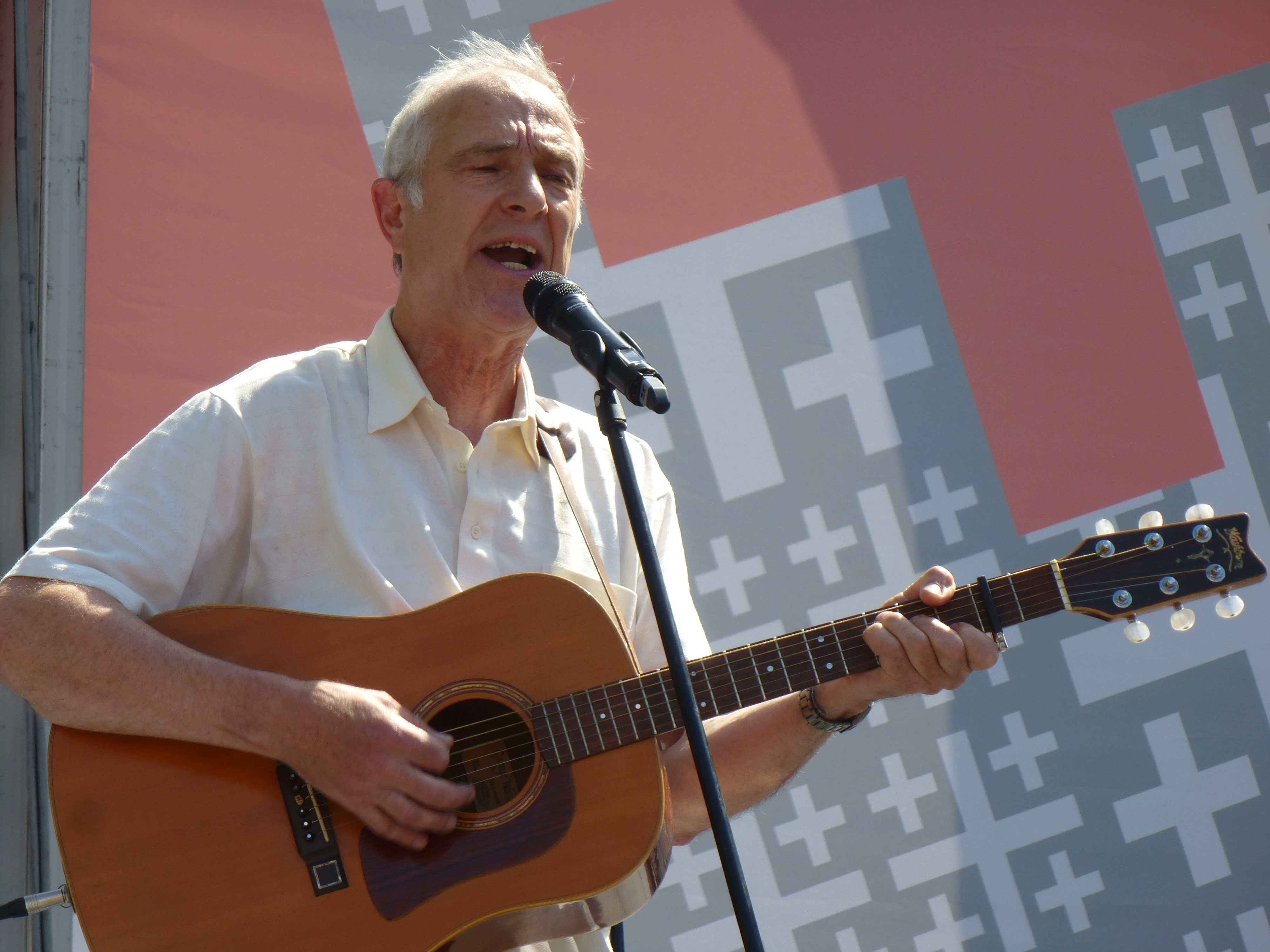
Thomas Felder 2015 beim Deutschen Evangelischen Kirchentag in Stuttgart

Thomas Felder (geboren am 19. März 1953 in Hundersingen) ist ein deutscher Mundartdichter und Liedermacher, der vor allem für seine zeit- und gesellschaftskritischen Lieder in schwäbischem Dialekt bekannt ist. Darüber hinaus ist er im linksalternativen Spektrum der Neuen sozialen Bewegungen politisch engagiert.

## Familie und Ausbildung
Thomas Felder stammt aus einem evangelischen Pfarrhaus. Von Kindesalter an wurde ihm der Umgang mit verschiedenen Musikinstrumenten vertraut gemacht. In einem kirchlichen Internat, das er von 1966 bis 1972 besuchte, wählte er als Schwerpunkt den musisch-kulturellen Bereich. In Stuttgart und London studierte er Anglistik und Bildende Kunst und war danach einige Jahre Lehrer. Bis in die Gegenwart nutzt er seine didaktischen und pädagogischen Fähigkeiten bei verschiedenen auch auf internationaler Ebene durchgeführten künstlerischen Workshops und Seminaren.
Seit Anfang der 1980er Jahre lebt Felder in Gönningen, einem am Fuß des Albtraufs gelegenen Stadtteil von Reutlingen. Er ist der Vater der Musikerin Johanna Zeul.

## Wirken als Liedermacher

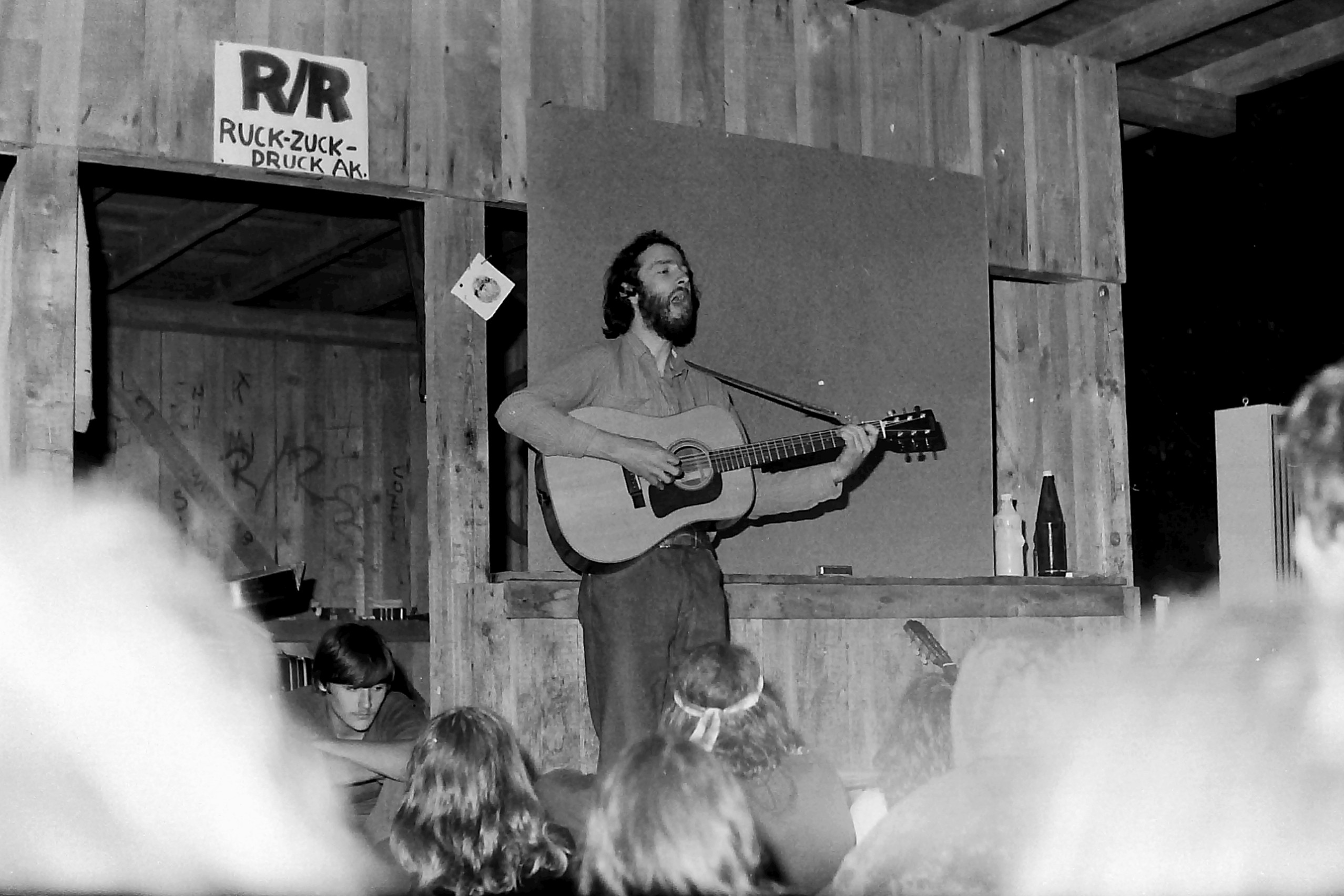
Thomas Felder, 1981

Seit Beginn der 1970er Jahre ist Felder als Liedermacher tätig, zunächst nebenberuflich mit Auftritten in Folk-Clubs, auf Kleinkunstbühnen und als Straßenmusikant, im Lauf der Zeit als hauptberuflich freischaffender Künstler. Um von der kommerziellen Musikindustrie unabhängig zu bleiben und dennoch sein wirtschaftliches Auskommen zu sichern, gründete er mit der „Kulturwerkstatt Musik&Wort“ ein eigenes Label.
Über seine Stimme hinaus ist Felder mit verschiedenen Musikinstrumenten vertraut: In erster Linie ist die akustische Gitarre sein meist verwendetes Begleitinstrument bei öffentlichen Auftritten mit Liedern und Programmen, die nahezu ausnahmslos von ihm selbst geschrieben und komponiert wurden. Des Weiteren gehören Mundharmonika, Klavier, Drehleier, Monochord und andere zu den von ihm gespielten musikalischen Mitteln. Aufgrund eines Teils seines musikalischen Stils und seiner Inhalte wird Felder in Szenekreisen auch als „schwäbischer Bob Dylan“ betitelt.
Im Januar 2010 feierte Felder in Reutlingen zusammen mit seiner Tochter Johanna Zeul und anderen Musikern wie dem Liedermacherkollegen Christof Stählin sein 40-jähriges Bühnenjubiläum mit einem von würdigenden Reden regionaler Prominenz aus Kultur und Verwaltung begleiteten Auftritt.

## Auszeichnungen
Felder wurde in Hessen, Bayern und Baden-Württemberg mit Kleinkunstpreisen ausgezeichnet und erhielt für seine Alben Nie wieder Frieden kriegen (1984) und 40 liederliche Jahre (2010) zweimal den Preis der deutschen Schallplattenkritik. 2012 erhielt er den nach dem Schriftsteller und Verleger Sebastian Blau benannten Sebastian-Blau-Preis für schwäbische Mundart. Mehrfach rangierten seine CDs auf der Liederbestenliste.

## Rezeption
Zum Stil und dem musikalischen Repertoire Felders findet sich beispielsweise im Feuilleton der Hohenloher Zeitung folgender Abschnitt:

„Im Laufe von drei Jahrzehnten hat er einen unverwechselbaren Stil entwickelt, ist vom Liedermacher-Archetyp Dylanscher Prägung zum mundartistischen Poeten gereift, der mit einer breiten Palette stilistischer und emotionaler Ausdrucksmittel spielt. Künstlerisch eher Vorreiter als Rückspiegler, beeinflusst von Folk, Blues, Jazz und Kirchenchorälen sorgt Felder auf sieben Instrumenten für musikalische Vielfalt. Neben Gitarre, Mundharmonika, Klavier und Trommel entlockt er dem 38-saitigen Monochord schwebende Sphärenklänge, fetzt rasende Läufe aus der Drehleier, lässt sie jubeln und stöhnen, röhrt in seine Posaune und lässt beide zusammen klingen wie eine Heerschar von Walen. Wortwerker Felder stößt Fenster in neue Sprachlandschaften auf, eröffnet ungewohnte Sichtweisen und Hörwelten. Aus scheinbar Sinnlosem rinnen Sinnsale, aus Stillstand wird Bewegung.“

## Politisches Engagement

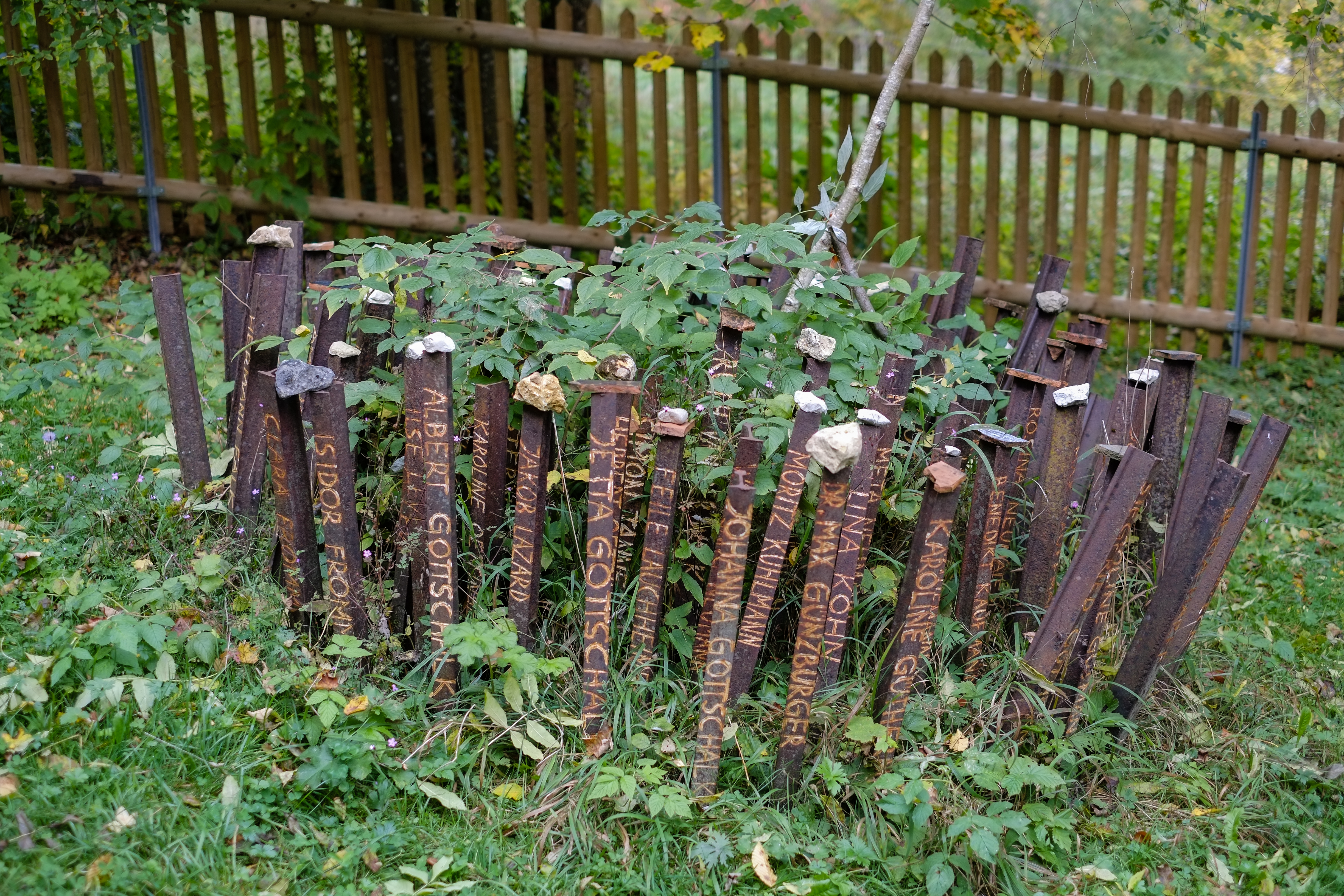
Mahnmal-Installation von Thomas Felder auf dem Jüdischen Friedhof Buttenhausen zum Gedenken an die aus diesem Ort während des Holocaust in den Vernichtungslagern der NS-Diktatur ermordeten Juden

Neben seiner Tätigkeit als Künstler engagiert sich Felder auch politisch: So zum Beispiel in der Friedensbewegung, der Aufarbeitung des Holocaust, insbesondere in seiner schwäbischen Heimat, und im weiteren Kontext des jüdisch-christlichen Dialogs.
Als Mitglied einer Gönninger Bezugsgruppe beteiligte er sich im August 1982 an der für die damalige westdeutsche Friedensbewegung impulsgebenden einwöchigen Sitzblockade des Atomwaffenlagers Golf bei Großengstingen. In diesem Zusammenhang geriet Felder zusätzlich in die Schlagzeilen der Regionalpresse, als er beim mehr als ein Jahr später erfolgenden Nötigungsprozess gegen ihn und andere Blockierer vor dem Münsinger Amtsgericht – an Stelle einer Aussage zum Nötigungsvorwurf – den Wortlaut des Strafbefehls im Sinne einer Persiflilierung des Verfahrens vorsang. Während Felders Vortrag verließen der Richter und die Beisitzer den Sitzungssaal mit den Worten „Gerichtssprache ist Deutsch, und nicht gesungen“.
Felder wurde wie die etwa 300 weiteren angeklagten Blockadeteilnehmer vor und nach ihm zu einer Geldstrafe verurteilt. Die Urteile wurden 1995 nach mehreren Verfassungsbeschwerden aufgehoben, nachdem das Bundesverfassungsgericht die weite Auslegung („Überdehnung“) des Gewaltbegriffs im Nötigungsparagraphen 240 StGB für Sitzblockaden – in der Art wie vor dem Atomwaffenlager Golf durchgeführt – als im Widerspruch zum Bestimmtheitsgrundsatz des Grundgesetzes stehend, und die Verurteilungen damit als verfassungswidrig gewertet hatte.
1997 kandidierte Felder als Parteiunabhängiger für das Bürgermeisteramt in Münsingen, unterlag jedoch bei der Wahl seinem Konkurrenten Mike Münzing von der SPD. Seit etwa 2010 gehört er zu den prominenten Unterstützern der Proteste gegen das Bahnprojekt Stuttgart 21.

## Diskografie (chronologisch)
- 1977: Athomare Lieder (TF100)
- 1978: Bis jeder vom andern die Heiterkeit kennt (TF200)
- 1979: Lang braucht zom komma (TF300)
- 1981: Lieder aus Träumen, Haß und Liebe (TF400)
- 1983: Land vol Läaba
- 1984: Nie wieder Frieden kriegen (TF500)
- 1986: Ein Lääberkääs im Fahrstuhl (TF600/700)
- 1991: Sinnflut (TF800)
- 1996: Schwäbische Vesper (Livemitschnitt des SWR mit Michael Samarajiwa) (TF900)
- 1997: Vesperplatte live Mitschnitt  (TF911)
- 1998: Bewegnung (TF1000)
- 1999: Sieben Sachen (TF1100)
- 2000: Buttenhausen, mein kleines Jerusalem (TF1200)
- 2003: Flitterlampio
- 2006: Frühlingsblütenglühn (TF1300)
- 2010: 40 liederliche Jahre (TF1400)
- 2013: von wegen (TF1500)
- 2015: gotteS21segen (TF1600)
- 2017: Kuhn im Taifun (TF1700)
- 2019: Katzensprung (TF1800)
- 2024: Eduard Mörike - Historie von der schönen Lau - Ein Hörbuch, vorgelesen von Thomas Felder (TF 1900)